# Municipio de Green (condado de Adams)
El municipio de Green (en inglés: Green Township) es un municipio ubicado en el condado de Adams en el estado estadounidense de Ohio. 
En el año 2010 tenía una población de 651 habitantes y una densidad poblacional de 4,53 personas por km².

## Geografía
El municipio de Green se encuentra ubicado en las coordenadas 38°40′29″N 83°21′32″O / 38.67472, -83.35889. Según la Oficina del Censo de los Estados Unidos, el municipio tiene una superficie total de 143.85 km², de la cual 142,46 km² corresponden a tierra firme y (0,97 %) 1,39 km² es agua.

## Demografía
Según el censo de 2010, había 651 personas residiendo en el municipio de Green. La densidad de población era de 4,53 hab./km². De los 651 habitantes, el municipio de Green estaba compuesto por el 96,93 % blancos, el 0,15 % eran afroamericanos, el 1,08 % eran amerindios y el 1,84 % eran de una mezcla de razas. Del total de la población el 0,15 % eran hispanos o latinos de cualquier raza.